# Modelado de sólidos

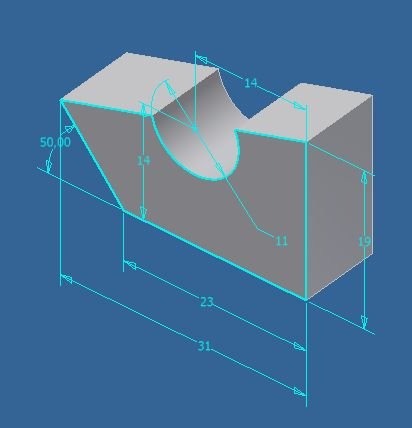
Objeto sólido

Modelado de sólidos es la representación no ambigua de las partes sólidas de un objeto, es decir, modelos de objetos sólidos, que se pueden representar por computador. También conocido como modelado de volúmenes. 
Usos primarios del modelado de sólidos:
CAD, Fabricación asistida por computadora (CAM), Análisis de ingeniería asistida por computador (CAE), Prototipos rápidos, visualización de productos, Gráficos 3D por computadora, Animación, y Visualización en general de investigaciones científicas o pruebas médicas.

## Conceptos básicos
- B-rep (en inglés Boundary Representation) - Modelado con NURBS y modelado poligonal.
- CSG (Constructive Solid Geometry)

- Datos: Q2991685